# Valberg
Valberg är en kyrkby i Vestvågøy kommun i Nordland fylke i norra Norge. Orten ligger vid fylkesväg 815, på den södra sidan av ön Vestvågøya. Här finns Valbergs kyrka.
Orten har tidigare utgjort centralort i dåvarande Valbergs kommun.

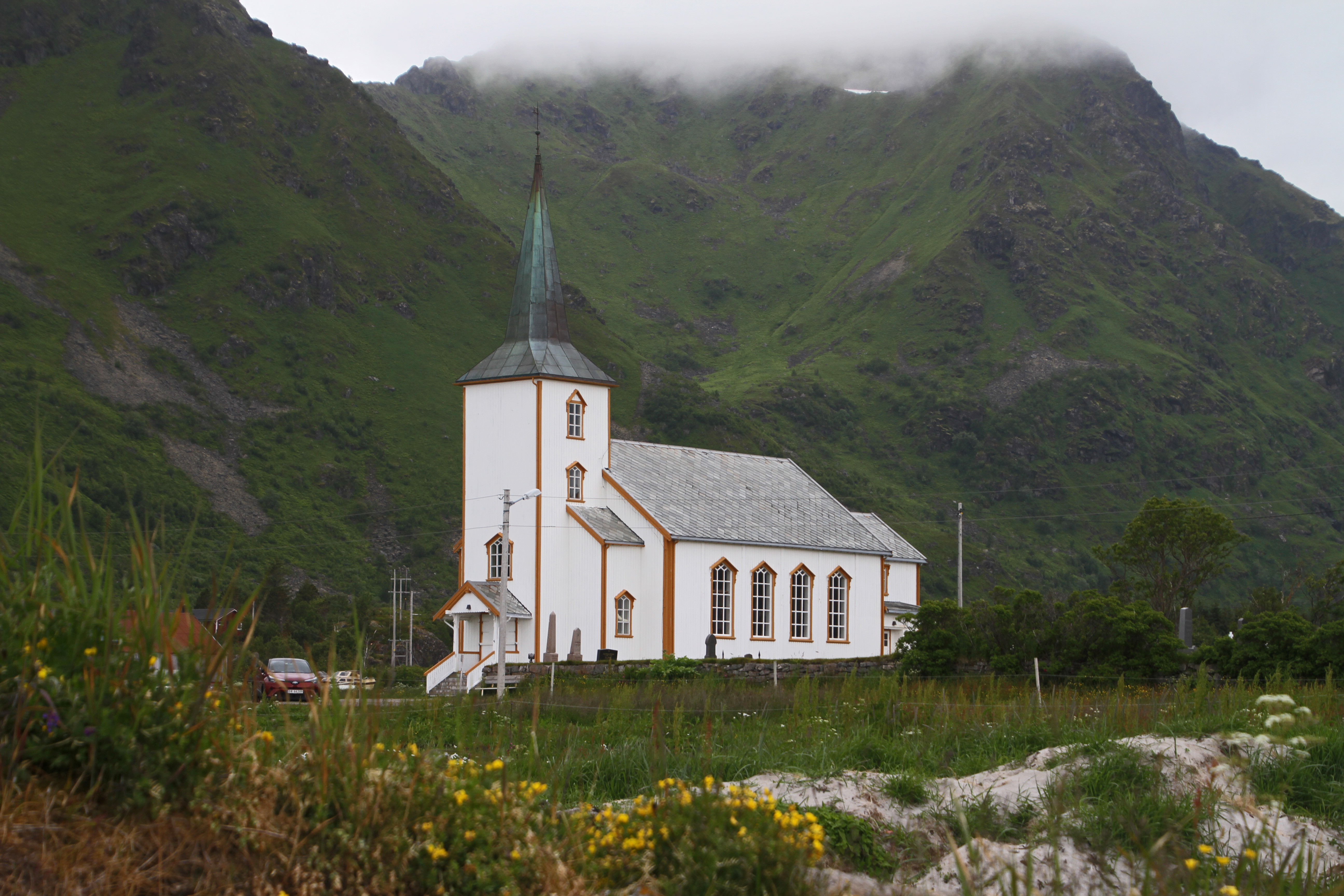
Valbergs kyrka.